# Terry Ellis
Pour les articles homonymes, voir Ellis.
Terry Lynn Ellis est une chanteuse de RnB/soul/pop d'origine afro-américaine née le 5 septembre 1966 à Houston, dans le Texas, aux États-Unis. Elle est surtout connue comme étant une membre du groupe à succès En Vogue.

## Biographie
Après avoir reçu un diplôme en marketing à la Prairie View A & M University, elle a rejoint En Vogue. Le groupe a été projeté pour être un trio (une version des Supremes des années 1990), mais les producteurs ont été si impressionnés par sa voix, ils ont fait du groupe un quartette. En 1995 Ellis a pris son temps par rapport au reste du groupe pour sortir son premier album solo, "Southern Gal" (La jeune fille du sud). L'album inclut les titres "Where Ever You Are" et "What Did I Do To You?".